# Vacaciones en Mediocielo
Vacaciones en Mediocielo es el tercer álbum de Cementerio Club. Fue lanzado en el 2003 por Lamparín Producciones.

## Historia
En el año 2003, después de pasar casi dos años dando conciertos por todo el Perú, la banda inicio la producción de su tercer álbum, llamado “Vacaciones en Mediocielo”, llegando los videoclips de sus temas adueñarse de la programación de MTV hispano y de MTV a nivel internacional.
De este álbum, se destaca grandes temas como "Crepúsculo", "Imagine II" e "Inmortales".

## Lista de canciones
| N.º | Título                             | Duración |  |
| 1.  | «Intro (bienvenidos a Mediocielo)» | 0:25     |  |
| 2.  | «Inmortales»                       | 3:57     |  |
| 3.  | «Una vez más»                      | 3:03     |  |
| 4.  | «Esfera de cristal»                | 2:53     |  |
| 5.  | «Velocidad»                        | 3:21     |  |
| 6.  | «Paisaje»                          | 2:41     |  |
| 7.  | «Crepúsculo»                       | 4:28     |  |
| 8.  | «No puedo dormir»                  | 3:34     |  |
| 9.  | «Hotel apocalipsis»                | 3:40     |  |
| 10. | «Imagine II»                       | 4:21     |  |
| 11. | «Ángel»                            | 3:10     |  |
| 12. | «Microexplorador»                  | 3:05     |  |
| 13. | «La bruma»                         | 4:48     |  |

- Datos: Q6158572